# Grand Theft Auto IV: The Lost and Damned
Grand Theft Auto IV: The Lost and Damned (GTA IV: TLaD) – pierwszy oficjalny dodatek zawartość do pobrania do gry Grand Theft Auto IV, wydany na Komputery osobiste oraz konsole PlayStation 3 i Xbox 360. Premiera odbyła się 17 lutego 2009 r. na platformę Xbox 360 i 13 kwietnia 2010 na PC i PlayStation 3.
Dodatek zawiera w sobie nowe misje, nowe tryby gry wieloosobowej, broń i pojazdy.
W czasie gry w Grand Theft Auto IV: The Lost And Damned gracz napotka w internecie oraz w radiu na różne informacje dotyczące osiągnięć naszych i Niko Bellica, z którym wykonuje się dwie misje z oryginału, ale już nie z punktu widzenia Serba, lecz Johnny'ego Klebitza.
Wraz z drugim dodatkiem – Grand Theft Auto IV: The Ballad of Gay Tony, został wydany na jednej płycie pod nazwą Grand Theft Auto: Episodes from Liberty City i nie wymaga podstawowej wersji gry Grand Theft Auto IV.

## Fabuła
Fabuła The Lost and Damned opowiada o dziejach gangu motocyklistów The Lost Brotherhood. Gracz wciela się w postać Johnny'ego Klebitza, który na czas pobytu w więzieniu szefa gangu, Billy'ego Greya, sam obejmuje władzę. Sytuacja komplikuje się, gdy Billy opuszcza zakład karny. Dodatkowo na terytorium The Lost wkracza konkurencyjny gang – The Angels of Death.